# Zákrov

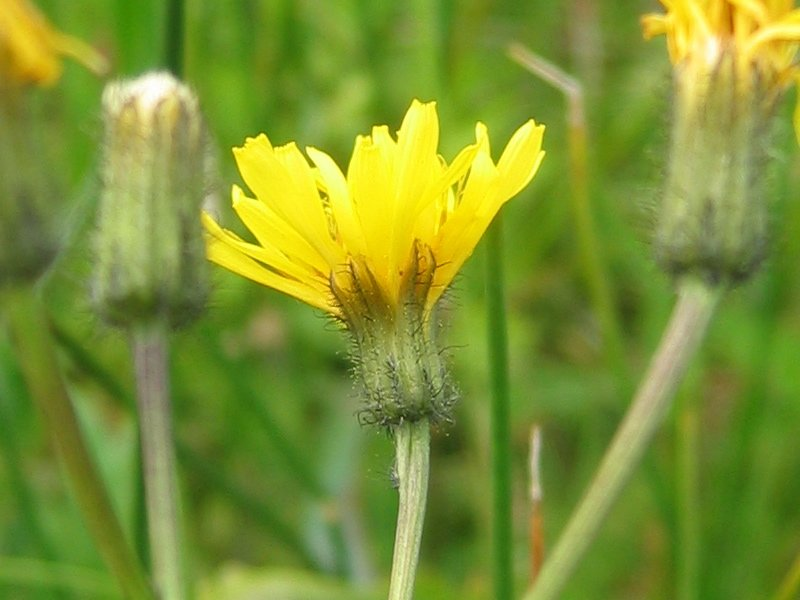
Zelené zákrovy škardy

Zákrov (involucrum) jsou podpůrné listeny vytvářející obal květenství na spodní straně nebo na okraji květního lůžka úboru nebo jiného staženého květenství, např. pod strboulem nebo na vnějších květech hlávky.
Listeny zákrovu mohou být uspořádány v jedné, dvou nebo více řadách, mohou mít i další funkci, např. ochrannou (jsou zakončeny ostny) nebo rozmnožovací (zakončeny příchytnými háčky). Zákrov se nejčastěji vyskytuje u rostlin čeledi hvězdnicovitých, miříkovitých a štětkovitých.
Zákroveček (involucellum) se nazývají další drobné listeny místěné pod zákrovem.

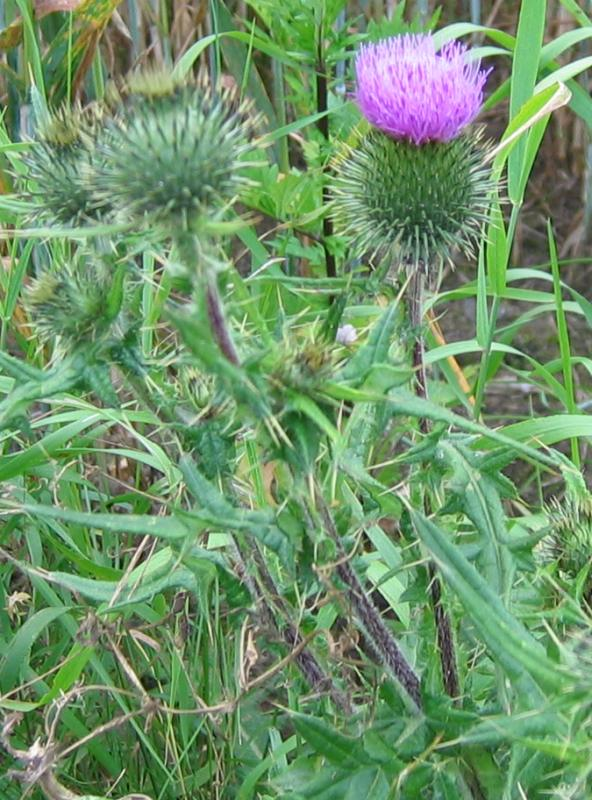
Zákrov s dlouhými ostny (bodlák)
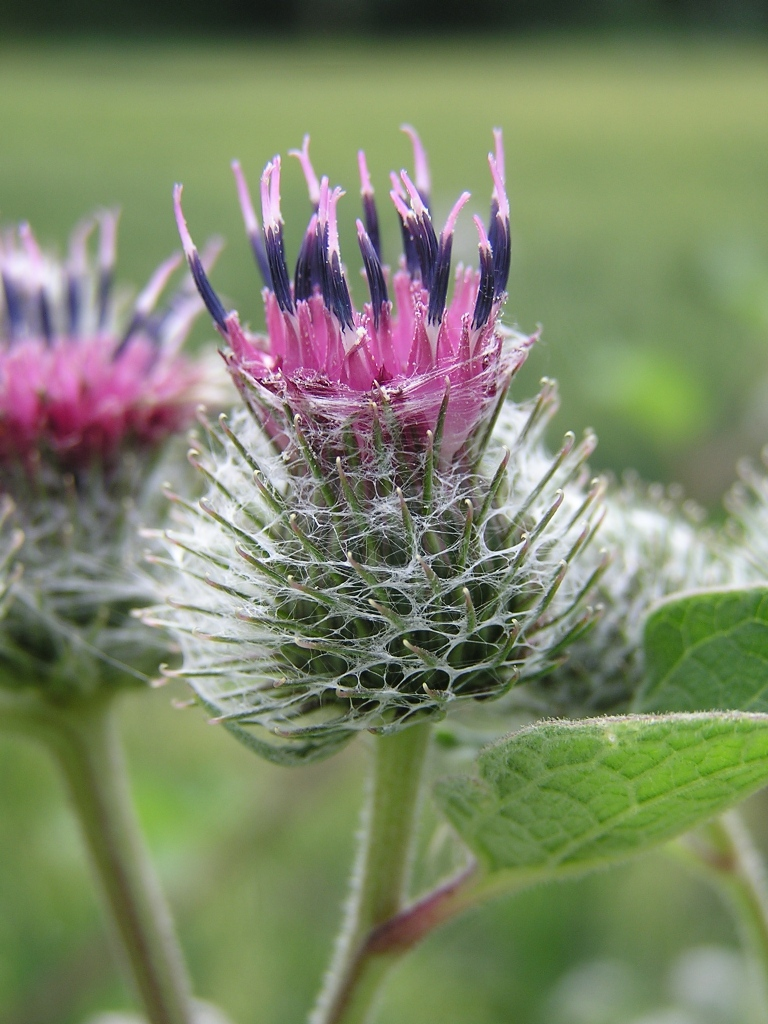
Zákrov s příchytnými háčky (lopuch)
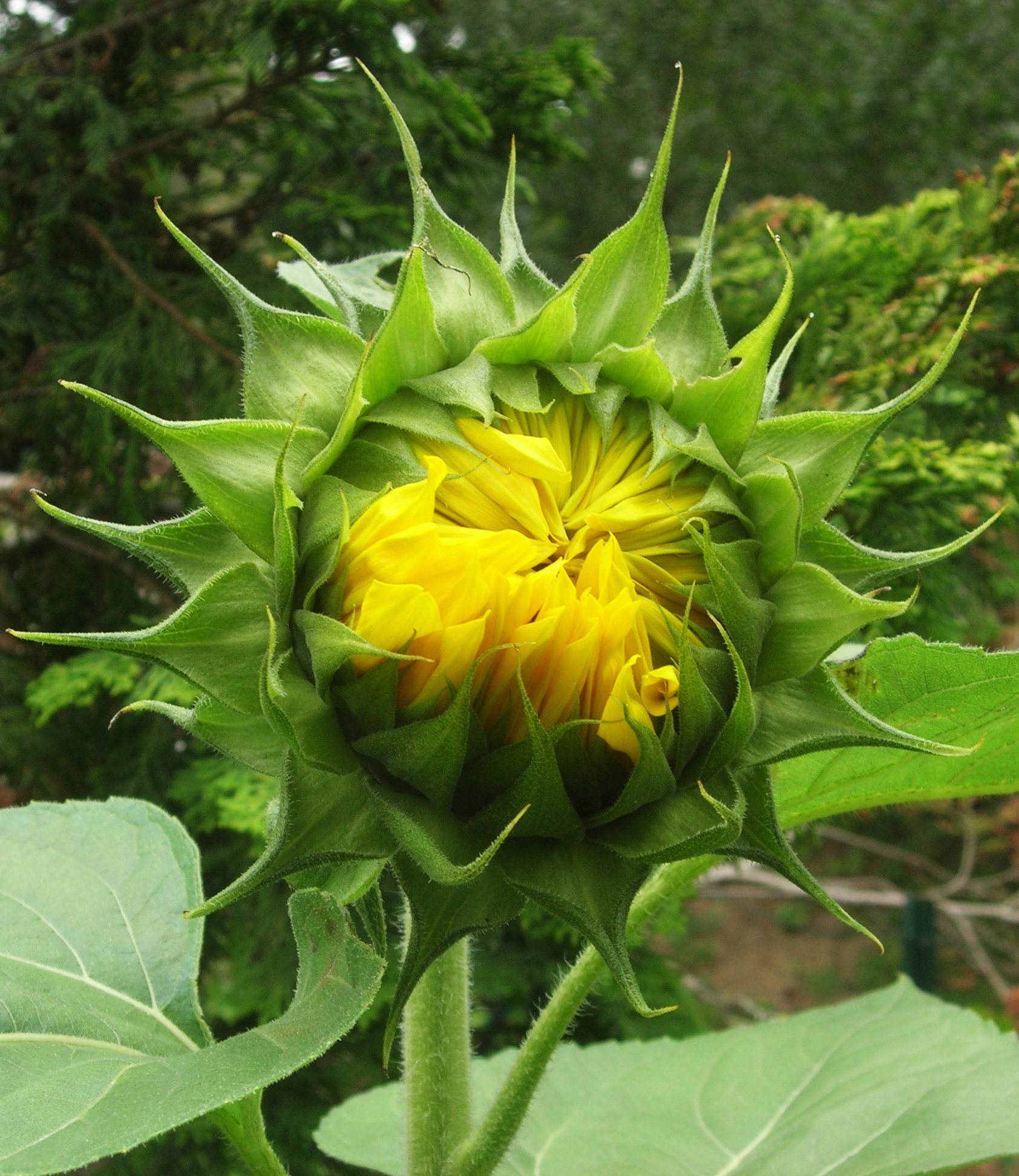
Zákrov nerozvitého květu (slunečnice)
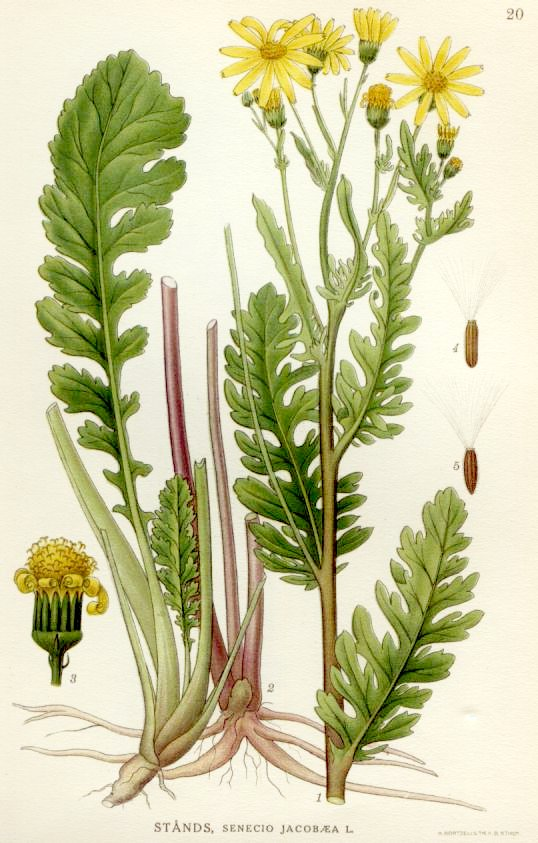
Zákroveček (označen č. 3)